# Hongahalli, Shrirangapattana
Hongahalli là một làng thuộc tehsil Shrirangapattana, huyện Mandya, bang Karnataka, Ấn Độ.